# 中国 (纪录片)
《中国》（義大利語：Chung Kuo, Cina）是意大利左派导演安东尼奥尼于1972年在中国拍摄的一部纪录片。安東尼奧尼應中國政府之邀來華拍攝這部紀錄片，但其結果隨後遭到中國當局和義大利共產黨的批評。本片主要觀察當代中國工人階級的生活。

## 拍摄过程
安東尼奧尼在寄往北京的“意向书”中曾写道：“我计划关注人的关系和举止，把人、家庭和群体生活作为记录的目标。我意识到我的纪录片将仅仅是一种眼光，一个身体上和文化上都来自遥远国度的人的眼光。”
摄制组最后在北京、林县、苏州、南京、上海这五个地方进行了拍摄。由于摄制组行动受到极大的限制：关于经过路线，曾经和中国官员讨论了整整三天，最终放弃原先从意大利带来的长达近半年的计划，在短短22天之内匆匆赶拍。影片难免带上了旅游者“猎奇”视角的特点。人们从中看到了主人希望世人看到的学校、工厂、幼儿园和公园，人们整齐有序地做操、跑步、工作，脸上洋溢着幸福、自信的笑容，儿童们天真烂漫，歌声清脆嘹亮。纺织厂女工下班以后仍然不愿离去，自觉地在工厂院子里围成小组，学习毛主席语录，讨论当前形势。影片最完整的段落之一，是用针灸麻醉、对一位产妇实施剖宫产手术的全过程，几乎像科教片那样详细周到，从如何将长长的银针插到产妇滚圆的肚皮开始，一直到拽出一个血肉模糊的小生命。在长达20分钟的杂技表演中结束了影片。因为有官方的全程“陪同”，使导演的意图无法完全实现，只能采取一些偷拍、追拍、突拍方法捕捉细节和人们的表情。

## 四人帮的批判
1973年10月底，中華人民共和國外交部新聞司下令查禁该片。影片作为1974年威尼斯艺术双年展活动计划的一部分，被安排在该城的威尼斯鳳凰劇院上映。得知消息后，中国的外交官抗议放映这部影片，意大利政府也尽一切可能制止这部影片放映，最终被移到另一所影院放映。当时审批拍摄的决策人是周恩来，江青正好借《中国》批判周恩来，江青令《人民日报》刊发文章《恶毒的用心，卑劣的手法》，开始批判《中国》。
四人帮称安東尼奧尼为“反华小丑”，“是对中国人民的猖狂挑衅”。组织了一场声势浩大、持续将近一年时间的批判。其中仅1974年2、3月间发表的部分文章就结集了一本200页、收录文章43篇的书，名为《中国人民不可侮——批判安东尼奥尼的反华影片〈中国〉文辑》（人民文学出版社1974年6月版）。作者来自中国各地，很多人是安东尼奥尼拍摄过的地方的干部和群众。
安東尼奧尼把南京長江大橋拍得反過來。那時候長江大橋在中國是社會主義優越性的象徵，而且當時中國不識西方頹廢派作品，故認定安東尼奧尼是在污衊社會主義中國，於是組織批判他。影片被指控全盘否定、抹杀中国建设成就，企图使人相信今天同旧中国没有两样：放着许多现代化大型企业不拍，专拍设备简陋、手工操作的零乱镜头；放着制造万吨轮的造船厂、远洋轮不拍，进入他镜头的大货船都是外国的，小木船都是中国的。对中国人民的精神面貌进行了丑化：把他们描绘成愚昧无知，与世隔绝，愁眉苦脸，无精打采，不讲卫生，爱吃好喝，浑浑噩噩的人群。甚至还揭安東尼奧尼老底说，他在二战时就投靠墨索里尼政权，在陆军中任职。曾奉法西斯宣传机关“政治片和战争片摄制处”命令，参与编写吹捧墨索里尼空军的影片《一个航空员的归来》（Un pilota ritorna），得到赏识。批判还被延伸到对美苏敌意宣传的批判。
當時有兒歌寫道：
紅小兵，志氣高，
要把社會主義祖國建設好。
學馬列，批林彪，
從小革命勁頭高。
紅領巾，胸前飄，
聽黨指示跟黨跑。
氣死安東尼奧尼，
五洲四海紅旗飄。
安東尼奧尼说：“令我沮丧的是，当时中国某些官员对本片的评价过于苛刻，言辞有点激烈，竟然将我和孔夫子、贝多芬相比，我个人认为不可理解。我认为这部片子，与其说是一部纪录片，不如说是周恩来认可的一部片子。很明显，周恩来与江青之间存在着斗争。”

## 平反
文化大革命结束之后，1979年中国外交部向中共中央、国务院提交《关于肃清“四人帮”在批判〈中国〉影片问题上的流毒，拨乱反正的请示》。1980年代初中国文化部长向安东尼奥尼表示歉意，安东尼奥尼接受。
2004年11月25日，“安东尼奥尼回顾展映”在北京电影学院举办。看过当年被狠批的影片后，50岁左右观众感到隔膜、无奈，年轻观众则表示了认可，有评论稱該片“呈现出一个伟大的影像思想者对陌生领域的影像直觉，对陌生空间中的人的直觉”。

## 外部連結
- 互联网电影数据库（IMDb）上《中國》的资料（英文）
- 豆瓣电影上《中国》的資料 （简体中文）
- 《中国》摄影师：很多西方人曾批判我们刻意美化中国，凤凰网，2012年12月7日（页面存档备份，存于）（中文）